# Fulbrightita
La fulbrightita és un mineral de la classe dels fosfats. Rep el nom en honor de Jess W. Fulbright Jr. (1958-), de Nucla, Colorado, director de seguretat d'Energy Fuels Inc., una empresa dedicada a l'adquisició, exploració, desenvolupament i mineria de propietats d'urani a l'oest dels EUA. Va proporcionar accés a les mines i suport logístic per a l'estudi científic i la recollida de minerals secundaris d’urani i vanadi en dipòsits del cinturó mineral d’Uravan.

## Característiques
La fulbrightita és un arsenat de fórmula química Ca(VO)₂(AsO₄)₂(H₂O)₃·H₂O. Va ser aprovada com a espècie vàlida per l'Associació Mineralògica Internacional l'any 2019, sent publicada per primera vegada el 2020. Cristal·litza en el sistema triclínic. La seva duresa a l'escala de Mohs és 2,5.
Les mostres que van servir per a determinar l'espècie, el que es coneix com a material tipus, es troben conservades a les col·leccions mineralògiques del Museu d'Història Natural del Comtat de Los Angeles, a Los Angeles (Califòrnia) amb els números de catàleg: 64513, 65555 i 65559.

## Formació i jaciments
Va ser descoberta a la mina Packrat, a Gateway, dins el comtat de Mesa (Colorado, Estats Units). També ha estat descrita a Jáchymov, a la regió de Karlovy Vary (República Txeca). Aquests dos indrets són els únics de tot el planeta on ha estat descrita aquesta espècie mineral.